# Pralléthrine
La pralléthrine est un insecticide pyréthrinoïde. Les vaporisateurs de pralléthrine liquide à 1,6% massique sont des répulsifs insecticides qui sont généralement utilisés pour le contrôle des moustiques dans les habitations. Il est également le principal insecticide dans certains produits pour tuer les guêpes et les frelons.
L'Organisation mondiale de la santé a publié en 2004, que « la pralléthrine est de faible toxicité pour les mammifères, avec aucune preuve de cancérogénicité » et « très toxique pour les abeilles et les poissons, mais de faible toxicité pour les oiseaux. ».